# ФК «Динамо» Москва в сезоне 1927
Сезон 1927 года — 5-й в истории футбольного клуба «Динамо» Москва.
В нем команда приняла участие в весеннем и осеннем чемпионатах Москвы и в первенстве «Динамо».

## Общая характеристика выступления команды в сезоне
Перед началом сезона в «Динамо» произошла смена капитана: Иван Тимофеевич Артемьев покинул команду «…вследствие разногласий с руководством» и вернулся в «Пищевики»; новым капитаном стал еще в прошлом сезоне в ряде матчей занимавший этот пост Константин Георгиевич Блинков.
Будучи неординарным футболистом и выступая в различных амплуа на поле, Блинков постоянно осуществлял новации и в составе команды, привлекая много игроков из клубной команды (в этом сезоне свои первые голы за клуб забил 20-летний Василий Павлов). Однако это сыграло, скорее, отрицательную роль — не сумев оптимизировать состав, команда «Динамо» выступила в сезоне в целом неудачно.
В весеннем чемпионате команда безальтернативно проиграла во всех ключевых встречах, заняв лишь четвертое место при шести участниках.
Осенью команда смотрелась лучше, хотя в целом выступала все же неровно. Однако очередное крупное поражение от ведомых Иваном Артемьевым «Пищевиков» в предпоследнем туре вновь поставило крест на чемпионских амбициях «Динамо». Вдобавок к этому, несколько ранее клуб впервые проиграл в традиционном матче ленинградским одноклубникам. В результате в самом конце сезона в «Динамо» совершенно неожиданно (в источниках тех лет этот переход никак не анонсировался) появился знаменитый капитан «Трёхгорки» (весеннего чемпиона столицы) Фёдор Ильич Селин, сразу же занявший место капитана (в последнем официальном матче сезона против своих бывших одноклубников).

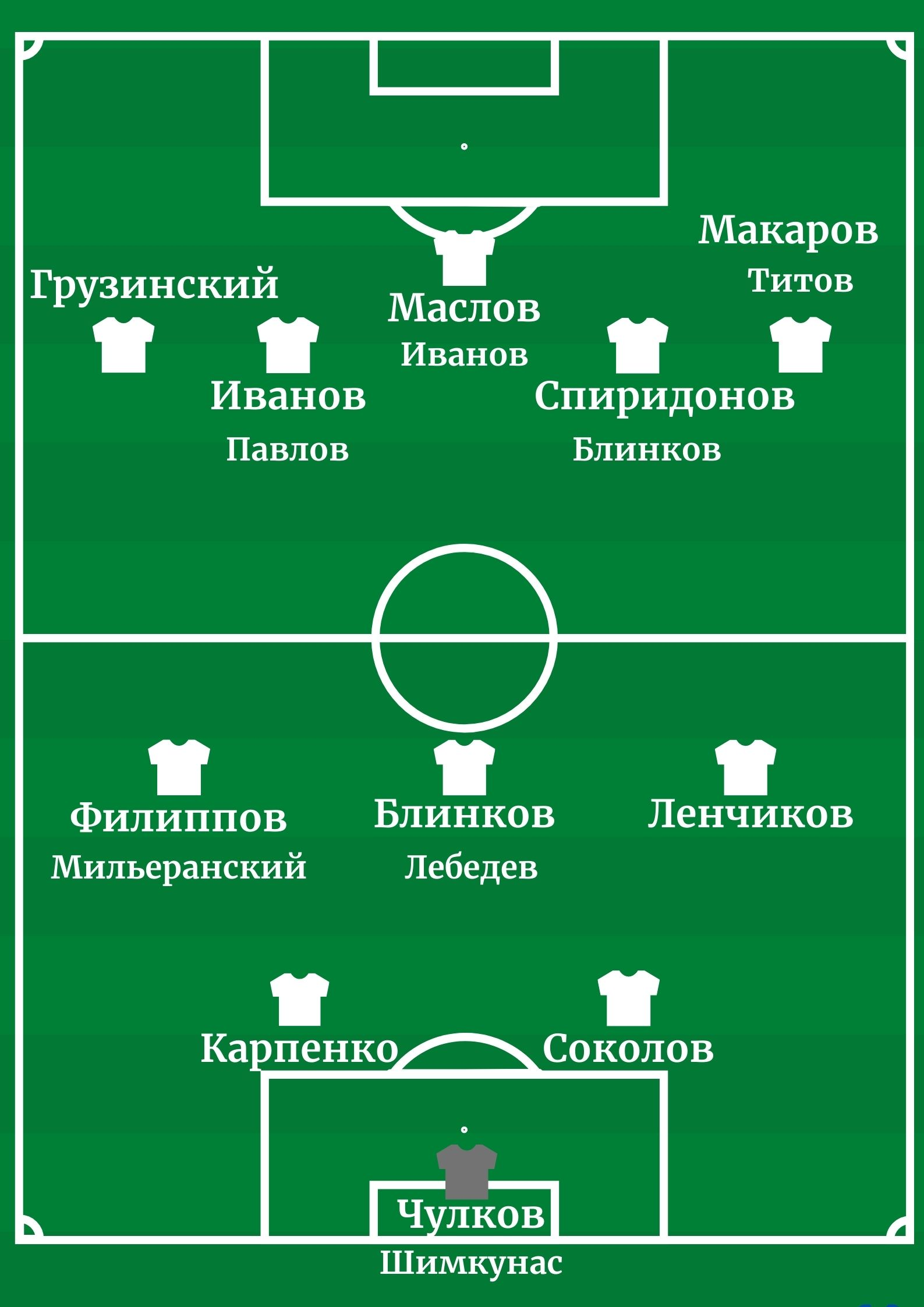

## Команда

### Состав
| Игрок                  | Дата рождения   | Сезон в «Динамо» | Бывший клуб         |
| Вратари                | Вратари         | Вратари          | Вратари             |
| ---------------------- | --------------- | ---------------- | ------------------- |
| Фёдор Чулков           | 17 февраля 1898 | 5                | КФ «Сокольники»     |
| Франц Шимкунас         | [[ ]] 1897      | 1                | ОППВ                |
| Защитники              |                 |                  |                     |
| Михаил Соколов         | [[ ]] 1899      | 3                | «Динамо» (клубная)  |
| Николай Карпенко       | [[ ]] 1905      | 1                | РКимА               |
| Полузащитники          |                 |                  |                     |
| Иван Ленчиков          | 31 мая 1899     | 5                | КФ «Сокольники»     |
| Константин Блинков     | 9 сентября 1896 | 2                | «Красная Пресня»    |
| Павел Лебедев          | 20 февраля 1901 | 3                | ОППВ                |
| Иван Филиппов          | [[ ]] 1905      | 2                | «Динамо» (клубная)  |
| Александр Мильеранский | [[ ]] 1903      | 1                | «Динамо» (клубная)  |
| Фёдор Селин            | 7 марта 1899    | 1                | «Трёхгорка»         |
| Нападающие             |                 |                  |                     |
| Владимир Титов         | [[ ]] 1903      | 4                | «Динамо» (клубная)  |
| Алексей Макаров        | [[ ]] 1908      | 2                | «Динамо» (клубная)  |
| Сергей Иванов          | 7 мая 1906      | 3                | «Динамо» (клубная)  |
| Дмитрий Маслов         | 19 октября 1901 | 4                | «Красная Пресня»    |
| Михаил Грузинский      | [[ ]] 1904      | 1                | «Динамо» (клубная)  |
| Алексей Спиридонов     | 30 октября 1901 | 1                | «Дворец им. Ленина» |
| Пётр Мидлер            | 9 апреля 1906   | 4                | «Красная Пресня»    |
| Василий Павлов         | 23 января 1907  | 1                | «Динамо» (клубная)  |

### Изменения в составе
| Поз | Игрок                  | Прежний клуб       |
| --- | ---------------------- | ------------------ |
| В   | Франц Шимкунас         | ОППВ               |
| З   | Николай Карпенко       | РКимА              |
| П   | Александр Мильеранский | «Динамо» (клубная) |
| П   | Фёдор Селин            | «Трёхгорка»        |
| Н   | Михаил Грузинский      | «Динамо» (клубная) |
| Н   | Алексей Спиридонов     | «Динамо» (клубная) |
| Н   | Василий Павлов         | «Динамо» (клубная) |

| Поз | Игрок               | Новый клуб         |
| --- | ------------------- | ------------------ |
| П   | Иван Артемьев       | «Пищевики»         |
| П   | Иван Краснов        | «Динамо» (клубная) |
| Н   | Константин Васильев | «Динамо» (клубная) |

## Официальные матчи

### Чемпионат Москвы 1927 (весна)
Число участников — 6. Чемпион — «Трёхгорка».
Чемпионат разыгрывался по круговой системе в один круг. Команда «Динамо» Москва заняла 4 место.
| 8 мая ЧМ 1(40) | «Динамо» Москва | 0:3     | ОППВ                                         | Москва                       |
| |                 | (отчёт) | - 15′ Тюльпанов - 42′ Жибоедов - 67′ Ковалёв | Стадион: КПТ Зрителей: 8 000 |
| «Динамо» Москва: Шимкунас - К.Блинков , Карпенко - Ленчиков, Лебедев, Филиппов - Титов, Спиридонов, Маслов (46' Иванов), Макаров, Грузинский ОППВ: В.Матвеев - Пчеликов, М.Исаев - Пахомов, В.Ратов , Никишин - Б.Дубинин, П.Савостьянов, Ковалёв, Тюльпанов, Жибоедов |                 |         |                                              |                              |

| 26 мая ЧМ 2(41) | «Динамо» Москва                                                                        | 6:1     | «Сахарники»            | Москва                                                 |
| | - Маслов 15′ - Иванов 27′ 52′ - К.Блинков 42′ (пен.) - Грузинский 60′ - Спиридонов 78′ | (отчёт) | - 82′ (пен.) В.Блинков | Стадион: «Металлистов» Зрителей: 3 000 Судья: В.Гридин |
| «Динамо» Москва: Шимкунас - М.Соколов, Карпенко - Ленчиков, К.Блинков , Мильеранский - Титов, Спиридонов, Иванов, Маслов, Грузинский «Сахарники»: Малышев - Б.Аркадьев, Тетерин - Яковлев, Апухтин , Бубенцов - Максимов, А.Коротков, Цыплёнков, В.Блинков, Богданов |                                                                                        |         |                        |                                                        |

| 29 мая ЧМ 3(42) | «Динамо» Москва | 1:2     | «Трёхгорка»             | Москва                                    |
| | - Иванов 22′    | (отчёт) | - 48′ Холин - 75′ Селин | Стадион: «Красная Пресня» Зрителей: 6 000 |
| «Динамо» Москва: Чулков - М.Соколов, Карпенко - Ленчиков, К.Блинков , Филиппов - Макаров, Иванов, Маслов, Спиридонов, Грузинский Трёхгорка: Леонов - В.Лапшин, Рущинский - В.Дубинин, Селин , Малахов - Т.Григорьев, Сушков, В.Соколов, Мельников, А.Холин |                 |         |                         |                                           |

| 3 июн ЧМ 4(43) | «Динамо» Москва                                           | 5:1     | КОР          | Москва                       |
| | - Маслов 21′ 32′ - Титов 41′ - К.Блинков 55′ - Иванов 70′ | (отчёт) | - 44′ Чеснов | Стадион: КОР Зрителей: 5 000 |
| «Динамо» Москва: Шимкунас - Мильеранский, Карпенко - Ленчиков, М.Соколов, Филиппов - Титов, К.Блинков , Маслов, Иванов, Грузинский КОР: Петриченко - Б.Дементьев , Хрусталёв - Майоров, Аронов, Артёмов - Сорокин, Чеснов, М.Загрядсков, Семёнов, Колодный |                                                           |         |              |                              |

| 5 июн ЧМ 5(44) | «Динамо» Москва | 0:3     | «Пищевики»                                         | Москва                                |
| |                 | (отчёт) | - 21′ П.Артемьев - 42′ Прокофьев - 65′ Н.Старостин | Стадион: им.Томского Зрителей: 10 000 |
| «Динамо» Москва: Чулков - Мильеранский, Карпенко - Ленчиков, Лебедев, Филиппов - Макаров, Спиридонов, К.Блинков , Иванов, Грузинский Пищевики: И.М.Филиппов - Ал.Старостин, П.Попов - А.Канунников, И.Артемьев , Леута - Н.Старостин, П.Артемьев, Исаков, С. Егоров, Прокофьев |                 |         |                                                    |                                       |

#### Итоговая таблица[3]
| М | Команда     | И | В | Н | П | Мячи    | ±   | О  |
| - | ----------- | - | - | - | - | ------- | --- | -- |
|   | «Трёхгорка» | 5 | 5 | 0 | 0 | 16 − 4  | +12 | 15 |
| 2 | ОППВ        | 5 | 3 | 0 | 2 | 13 − 6  | +7  | 11 |
| 3 | «Пищевики»  | 5 | 3 | 0 | 2 | 18 − 9  | +9  | 11 |
| 4 | «Динамо»    | 5 | 2 | 0 | 3 | 12 − 10 | +2  | 9  |
| 5 | КОР         | 5 | 2 | 0 | 3 | 8 − 16  | −8  | 9  |
| 6 | «Сахарники» | 5 | 0 | 0 | 5 | 3 − 27  | −24 | 5  |

И — игры, В — выигрыши, Н — ничьи, П — проигрыши, Мячи — забитые и пропущенные голы, ± — разница голов, О — очки

### Чемпионат Москвы 1927 (осень)
Число участников — 6. Чемпион — «Пищевики».
Чемпионат разыгрывался по круговой системе в один круг. Команда «Динамо» Москва заняла 2 место.
| 3 сен ЧМ 1(45) | «Динамо» Москва                         | 3:2     | ОППВ                             | Москва                        |
| | - Иванов 25′ 63′ - К.Блинков 84′ (пен.) | (отчёт) | - 6′ П.Савостьянов - 82′ Ковалёв | Стадион: ОППВ Зрителей: 8 000 |
| «Динамо» Москва: Чулков - М.Соколов, Карпенко - Ленчиков, Лебедев, Мильеранский - Макаров, Иванов, К.Блинков , Маслов, Грузинский ОППВ: В.Матвеев - М.Исаев, Халкиопов - Пахомов, В.Ратов , Никишин - Б.Дубинин, П.Савостьянов, Ковалёв, Тюльпанов, Ганшин |                                         |         |                                  |                               |

| 18 сен ЧМ 2(46) | «Динамо» Москва                       | 5:2     | КОР                          | Москва                                        |
| | - Павлов 48′ 59′ 76′ 83′ - Иванов 52′ | (отчёт) | - 30′ Сорокин - 43′ Колодный | Стадион: КОР Зрителей: 6 000 Судья: Я.Медовар |
| «Динамо» Москва: Шимкунас - М.Соколов, Карпенко - Ленчиков, К.Блинков , Филиппов - Титов, Спиридонов, Маслов (46' Павлов), Иванов, Грузинский КОР: Петров - Фёдоров, Хрусталёв - Майоров, Аронов, Чеснов - Сорокин, Б.Дементьев , М.Загрядсков, Семёнов, Колодный |                                       |         |                              |                                               |

| 25 сен ЧМ 3 | «Динамо» Москва | +:- (неявка) | «Металлисты» | Москва            |
|             |                 | (отчёт)      |              | Стадион: «Динамо» |

| 2 окт ЧМ 4(47) | «Динамо» Москва | 0:3     | «Пищевики»                                       | Москва                                                 |
| |                 | (отчёт) | - 12′ Исаков - 28′ П.Канунников - 33′ П.Артемьев | Стадион: им.Томского Зрителей: 8 000 Судья: В.Рябоконь |
| «Динамо» Москва: Чулков - М.Соколов, Карпенко - Ленчиков, К.Блинков , Лебедев - Макаров, Титов, Иванов, Спиридонов (46' Павлов), Грузинский Пищевики: И.М.Филиппов - Ал.Старостин, П.Попов - С.Егоров, И.Артемьев , Леута - Н.Старостин, П.Артемьев, Исаков, П.Канунников, Вал.Прокофьев |                 |         |                                                  |                                                        |

| 9 окт ЧМ 5(48) | «Динамо» Москва               | 3:1     | «Трёхгорка»  | Москва                                    |
| | - Иванов 41′ - Павлов 75′ 80′ | (отчёт) | - 8′ А.Холин | Стадион: «Красная Пресня» Зрителей: 7 000 |
| «Динамо» Москва: Чулков - М.Соколов, Карпенко - Ленчиков, Селин , Филиппов - Макаров, К.Блинков, Маслов, Иванов, Павлов, Мидлер Трёхгорка: Леонов - Рущинский , Вас.Лапшин - В.Дубинин, Сушков, Пахомов - Т.Григорьев, Мельников, Бухтеев, Елисеев, А.Холин |                               |         |              |                                           |

#### Итоговая таблица[3]
| М | Команда      | И | В | Н | П | Мячи    | ±   | О  |
| - | ------------ | - | - | - | - | ------- | --- | -- |
|   | «Пищевики»   | 5 | 5 | 0 | 0 | 26 − 3  | +23 | 15 |
|   | «Динамо»     | 5 | 4 | 0 | 1 | 11 − 8  | +3  | 13 |
| 3 | «Трёхгорка»  | 5 | 2 | 1 | 2 | 18 − 12 | +6  | 10 |
| 4 | КОР          | 5 | 2 | 0 | 3 | 8 − 24  | −16 | 9  |
| 5 | ОППВ         | 5 | 0 | 2 | 3 | 8 − 11  | −3  | 7  |
| 6 | «Металлисты» | 5 | 0 | 1 | 4 | 3 − 16  | −13 | 5  |

И — игры, В — выигрыши, Н — ничьи, П — проигрыши, Мячи — забитые и пропущенные голы, ± — разница голов, О — очки

### Первенство «Динамо»
| 11 сен ЧД 1(5) | «Динамо» Москва                               | 3:4     | «Динамо» Ленинград                                            | Москва                            |
| | - Грузинский 18′ - Иванов 30′ - К.Блинков 76′ | (отчёт) | - 42′ Горелкин - 53′ А.Богданов - 67′ Миронычев - 70′ Батырев | Стадион: «Динамо» Зрителей: 3 000 |
| «Динамо» Москва: Чулков - М.Соколов, Карпенко - Ленчиков, Лебедев, Филиппов - Макаров, Иванов, Маслов, К.Блинков , Грузинский «Динамо» Ленинград: Н.Соколов - В.Семёнов, Трутнев - Феоктистов, Батырев , Столяров - Д.Родионов, А.Васильев, Горелкин, Миронычев, А.Богданов |                                               |         |                                                               |                                   |

## Товарищеские матчи

#### Предсезонные матчи
| 25 апр ТМ 1 | «Динамо» Москва | 1:1     | «Сахарники» | Москва                 |
|             |                 | (отчёт) |             | Стадион: «Металлистов» |

| 2 мая ТМ 2 | «Динамо» Москва | 2:2     | РКимА | Москва |
|            |                 | (отчёт) |       |        |

#### Товарищеские матчи
| 12 июн ТМ 3 | «Динамо» Москва | 4:1     | Клуб им.Ленина (Иваново) | Москва |
|             |                 | (отчёт) |                          |        |

| 13 июн ТМ 4 | «Динамо» Москва | 6:4     | «Желдор» Харьков | Москва |
|             |                 | (отчёт) |                  |        |

#### Тур на Кавказ
| 21 июн ТМ 5 | «Динамо» Москва                                                                | 4:2     | ДТГПУ (Тифлис)                | Тифлис                                     |
| | - Грузинский 57′ - К.Блинков 62′ (пен.) - ? 70′ - К.Блинков 79' (пен.) - ? 88′ | (отчёт) | - 35′ (пен.) 81′ (пен.) Сомов | Стадион: «Динамо» Судья: А.Иосава (Тифлис) |
| «Динамо» Москва: Шимкунас - М.Соколов, Карпенко - Ленчиков, Лебедев, Филиппов - Макаров, К.Блинков , Спиридонов, Павлов, Грузинский ДТГПУ (Тифлис): Солонин - Отто, Глушенко - Алексеев, Беселашвили, Черепченко - Хведелидзе, Морозов, Дьяков, Сомов, Давыдов |                                                                                |         |                               |                                            |

| 23 июн ТМ 6 | «Динамо» Москва                            | 3:3     | «Арсрайон» (Тифлис)                        | Тифлис                                 |
| | - Спиридонов 14′ - ? ~60′ - Грузинский 77′ | (отчёт) | - 40′ Магалов - 55′ Асламазов - 64′ Солтан | Стадион: «Динамо» Судья: И.Савостьянов |
| «Динамо» Москва: Шимкунас - М.Соколов, Мильеранский - Ленчиков, Виноградов, Филиппов - Макаров, Васильев, Спиридонов, Житарев, Грузинский «Арсрайон» (Тифлис): Попов - Бусько, Матенко - Гонель, Кулагин, Хандамов - Айвазов, Магалов, Солтан, Асламазов, Бондарев |                                            |         |                                            |                                        |

| 25 июн ТМ 7 | «Динамо» Москва                                        | 5:2     | «Динамо» Тбилиси         | Тифлис                                      |
| | - К.Блинков 66′ 85′ - Спиридонов 72′ 80′ - Макаров 78′ | (отчёт) | - 4′ Коява - 50′ Пачулия | Стадион: «Динамо» Судья: Гальперин (Тифлис) |
| «Динамо» Москва: Шимкунас - М.Соколов, Карпенко - Ленчиков, Лебедев, Филиппов - Макаров, К.Блинков , Спиридонов, Павлов, Грузинский «Динамо» Тбилиси: Д.Цомая - Почхуа, Бланкман - Аникин, Имнадзе, Фёдоров - Коява, Пачулия, Жордания, Вачнадзе, Кебадзе |                                                        |         |                          |                                             |

| 27 июн ТМ 8 | «Динамо» Москва  | 1:7     | «Динамо» Тбилиси                                                        | Тифлис                                 |
| | - К.Блинков 1:5′ | (отчёт) | - 20′ 30′ Вачнадзе - 40′ 86′ Пачулия - 42′ ? - 70′ Коява - 85′ (пен.) ? | Стадион: «Динамо» Судья: И.Савостьянов |
| «Динамо» Москва: Шимкунас - М.Соколов, Карпенко - Ленчиков, Лебедев, Филиппов - Макаров, К.Блинков , Спиридонов, Павлов, Грузинский «Динамо» Тбилиси: Д.Цомая - Почхуа, Бланкман - Аникин, Жордания, Фёдоров - Коява, Пачулия, Вачнадзе, В.Цомая, Кебадзе |                  |         |                                                                         |                                        |

| 29 июн ТМ 9 | «Динамо» Москва         | 1:2     | «Динамо» Баку                 | Баку                                      |
|             | - К.Блинков ~65′ (пен.) | (отчёт) | - 33′ Кульвец - 57′ Блажиевич | Стадион: «Городской» Судья: И.Савостьянов |

| 29 июн ТМ 10 | «Динамо» Москва      | 2:1     | «Прогресс» Баку         | Баку                                        |
|              | - Павлов 68′ - ? 83′ | (отчёт) | - 88′ (пен.) К.Кузнецов | Стадион: «Балаханский» Судья: И.Савостьянов |

| 6 июл ТМ 11 | «Динамо» Москва | 7:4     | «Динамо» Ростов | Ростов-на-Дону       |
| | - Павлов        | (отчёт) |                 | Судья: И.Савостьянов |
| «Динамо» Москва: Шимкунас - М.Соколов, Карпенко - Ленчиков, Лебедев, Филиппов - Макаров, К.Блинков , Спиридонов, Павлов, Грузинский |                 |         |                 |                      |

| 7 июл ТМ 12 | «Динамо» Москва                | 2:1     | Северный Кавказ | Ростов-на-Дону |
|             | - К.Блинков 23′ - Макаров ~85′ | (отчёт) | - 7′ Васюков    |                |

| 9 июл ТМ 13 | «Динамо» Москва | 3:0     | Таганрог II | Таганрог |
|             |                 | (отчёт) |             |          |

| 10 июл ТМ 14 | «Динамо» Москва | 3:2     | Таганрог                   | Таганрог |
|              |                 | (отчёт) | - 0:1′ Васюков - 64′ Гущин |          |

#### Товарищеские матчи
| 17 июл ТМ 15 | «Динамо» Москва                                        | 9:6     | «Динамо» Нижний Новгород                               | Нижний Новгород |
|              | - ? 17′ (пен.) 22′ (пен.) - Маслов 45′ 52′ 54′ 59′ 63′ | (отчёт) | - 8′ (пен.) 41′ 65′ Мещеряков - 46′ 5:9′ 6:9′ Сметанин |                 |

| 19 июл ТМ 16 | «Динамо» Москва | 5:6     | «Спартак» Канавино                | Нижний Новгород                   |
| | - К.Блинков     | (отчёт) | - Л.Ефимов - Тихонравов - Сидякин | Стадион: Площадка Губсовфизкульта |
| «Спартак» Канавино: Мансуров - Ползунов, Славинский - Л. Пшениснов, Юхтаров, Беляев - Арон Сорочкин, Л. Ефимов, Тихонравов, Н. Пшениснов, Сидякин |                 |         |                                   |                                   |

#### Аннулированный матч 1 круга осеннего первенства
| 6 авг ТМ 17 | «Динамо» Москва | 6:3     | «Металлисты» | Москва                 |
|             |                 | (отчёт) |              | Стадион: «Металлистов» |

| ? авг ТМ 18 | «Динамо» Москва | 2:0     | Вичуга | Вичуга |
|             |                 | (отчёт) |        |        |

| ? авг ТМ 19 | «Динамо» Москва | 8:1     | Вичуга | Вичуга |
|             |                 | (отчёт) |        |        |

| 20 авг ТМ 20 | «Динамо» Москва | 7:8     | Серпухов | Серпухов |
|              |                 | (отчёт) |          |          |

| 21 авг ТМ 21 | «Динамо» Москва | 8:3     | Клуб им.Будённого (Серпухов) | Серпухов |
|              |                 | (отчёт) |                              |          |

| 12 сен ТМ 22 | «Динамо» сборная | 2:2     | Москва | Москва           |
|              |                  | (отчёт) |        | Судья: Евдокимов |

#### Аннулированный матч осеннего первенства
| 25 сен ТМ 23 | «Динамо» Москва | 15:0    | «Металлисты» (сборная мл. команд) | Москва            |
|              |                 | (отчёт) |                                   | Стадион: «Динамо» |

| 23 окт ТМ 24                                                                              | «Динамо» сборная | 0:1     | Ленинград   | Ленинград |
|                                                                                           |                  | (отчёт) | - М.Бутусов |           |
| «Динамо» сборная: ... Феоктистов, Батырев, А.Васильев, Д.Родионов, С.Родионов, А.Богданов |                  |         |             |           |

## Статистика сезона

### Игроки и матчи

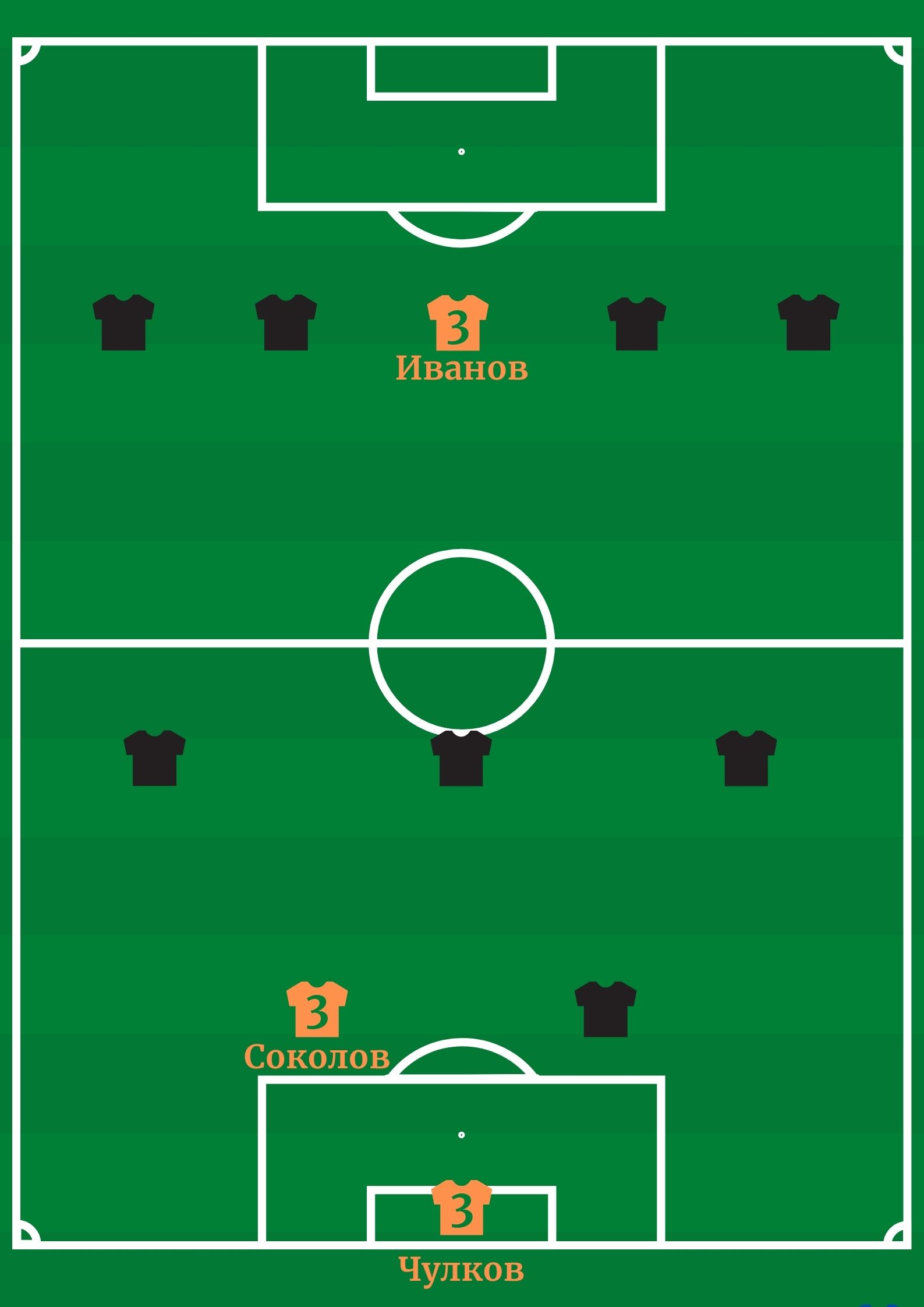
Динамовцы в списке 33 лучших футболистов

| Игрок                  | Чемпионат Москвы | Чемпионат Москвы | Чемпионат «Динамо» | Чемпионат «Динамо» | Итого           | Итого   | Товарищеские матчи | Товарищеские матчи | Всего официальные матчи | Всего официальные матчи |
| Игрок                  | Вышел на замену  | Гол              | Вышел на замену    | Гол                | Вышел на замену | Гол     | Вышел на замену    | Гол                | Вышел на замену         | Гол                     |
| Вратари                | Вратари          | Вратари          | Вратари            | Вратари            | Вратари         | Вратари | Вратари            | Вратари            | Вратари                 | Вратари                 |
| ---------------------- | ---------------- | ---------------- | ------------------ | ------------------ | --------------- | ------- | ------------------ | ------------------ | ----------------------- | ----------------------- |
| Фёдор Чулков           | 5                | (-11)            | 1                  | (-4)               | 6               | (-15)   |                    |                    | 47                      | (-84)                   |
| Франц Шимкунас         | 4                | (-7)             |                    |                    | 4               | (-7)    | 4                  | (-14)              | 4                       | (-7)                    |
| Защитники              |                  |                  |                    |                    |                 |         |                    |                    |                         |                         |
| Михаил Соколов         | 7                |                  | 1                  |                    | 8               |         | 4                  |                    | 22                      |                         |
| Николай Карпенко       | 9                |                  | 1                  |                    | 10              |         | 3                  |                    | 10                      |                         |
| Полузащитники          |                  |                  |                    |                    |                 |         |                    |                    |                         |                         |
| Иван Ленчиков          | 9                |                  | 1                  |                    | 10              |         | 4                  |                    | 53                      |                         |
| Константин Блинков (9) | 9                | 3                | 1                  | 1                  | 10              | 4       | 6                  | 7                  | 22                      | 15                      |
| Павел Лебедев          | 4                |                  | 1                  |                    | 5               |         | 3                  |                    | 27                      |                         |
| Иван Филиппов          | 6                |                  | 1                  |                    | 7               |         | 4                  |                    | 21                      |                         |
| Александр Мильеранский | 4                |                  |                    |                    | 4               |         | 1                  |                    | 4                       |                         |
| Фёдор Селин (1)        | 1                |                  |                    |                    | 1               |         |                    |                    | 1                       |                         |
| Нападающие             |                  |                  |                    |                    |                 |         |                    |                    |                         |                         |
| Алексей Макаров        | 6                |                  | 1                  |                    | 7               |         | 5                  | 2                  | 21                      | 8                       |
| Владимир Титов         | 5                | 1                | 1                  |                    | 6               | 1       |                    |                    | 22                      | 6                       |
| Алексей Спиридонов     | 6                | 1                |                    |                    | 6               | 1       | 4                  | 3                  | 6                       | 1                       |
| Сергей Иванов          | 9                | 8                | 1                  | 1                  | 10              | 9       |                    |                    | 35                      | 40                      |
| Дмитрий Маслов         | 6                | 3                | 1                  |                    | 7               | 3       | 1                  | 5                  | 39                      | 35                      |
| Михаил Грузинский      | 8                | 1                | 1                  | 1                  | 9               | 2       | 4                  | 2                  | 9                       | 2                       |
| Василий Павлов         | 3                | 6                |                    |                    | 3               | 6       | 5                  | 2                  | 3                       | 6                       |
| Пётр Мидлер            | 1                |                  |                    |                    | 1               |         |                    |                    | 23                      | 3                       |

| Турнир            | Игрок         | Вышел на замену | Игрок         | Гол |
| ----------------- | ------------- | --------------- | ------------- | --- |
| Официальные матчи | Иван Ленчиков | 53              | Сергей Иванов | 40  |
| Чемпионат Москвы  | Иван Ленчиков | 48              | Сергей Иванов | 38  |

Достижения в сезоне
- Фёдор Чулков и Иван Ленчиков выступали во всех 5 сезонах «Динамо»
- Иван Ленчиков первым сыграл за «Динамо» 50 официальных матчей (всего 53)
- Василий Павлов сделал «покер» в своем первом официальном матче, выйдя на замену во втором тайме